# کنیاز-یلگا
کنیاز-یلگا (انگلیسی: Knyaz-Yelga) یک شهرک در شهرستان ایلیشفسکی استان باشقیرستان کشور روسیه است.